# Heliconius ricini
Heliconius ricini is een vlinder uit de familie Nymphalidae. De wetenschappelijke naam is gepubliceerd in 1758 door Carl Linnaeus in Systema naturae. 